# Lasso
Lasso er et fangstredskab, der består af et reb med en løkke i enden, der kan strammes, og som kastes ned over fangstmålet. Lasso bruges bl.a. af samerne og cowboys.